# NGC 1604
NGC 1604 este o galaxie lenticulară situată în constelația Eridanul. A fost descoperită în 22 decembrie 1886 de către Lewis A. Swift. Se află la o distanță de 60,81 de megaparseci de Pământ.